# Іслам у Колумбії
Іслам у Колумбії є релігією меншини, більшість колумбійців дотримуються християнства (католицизму). Відповідно до дослідження 2018 року, проведеного Pew Research Center, чисельність колумбійського мусульманського населення коливається приблизно від 85 000 до 100 000 осіб із загального населення в 50,4 мільйона. Проте, за офіційними оцінками, колумбійська мусульманська громада налічувала лише 10 000 осіб або 0,02% від загального населення Колумбії. Більшість колумбійських мусульман є іммігрантами з арабського світу разом із невеликою кількістю місцевих новонавернених.
У Колумбії існує ряд ісламських громад, найважливіші з яких за своїм розміром знаходяться в Боготі, Майкао та Буенавентура. Є також ісламські центри в Сан-Андрес, департамент Наріньо, Санта-Марта і Картахена. Є також початкові та середні ісламські школи в Боготі та Майкао. У Майкао розташована третя за величиною мечеть континенту, мечеть Омара Ібн Аль-Хаттаба. Більшість мусульман у Колумбії є нащадками арабських іммігрантів із Сирії, Лівану та Палестини в кінці 19-го до початку 20-го століття. Мусульмани афро-колумбійського походження в Буенавентурі, головному тихоокеанському портовому місті Колумбії, протягом багатьох років прийняли вчення Нації ісламу, сунітського ісламу та деномінації шиїтського ісламу.

## Галерея

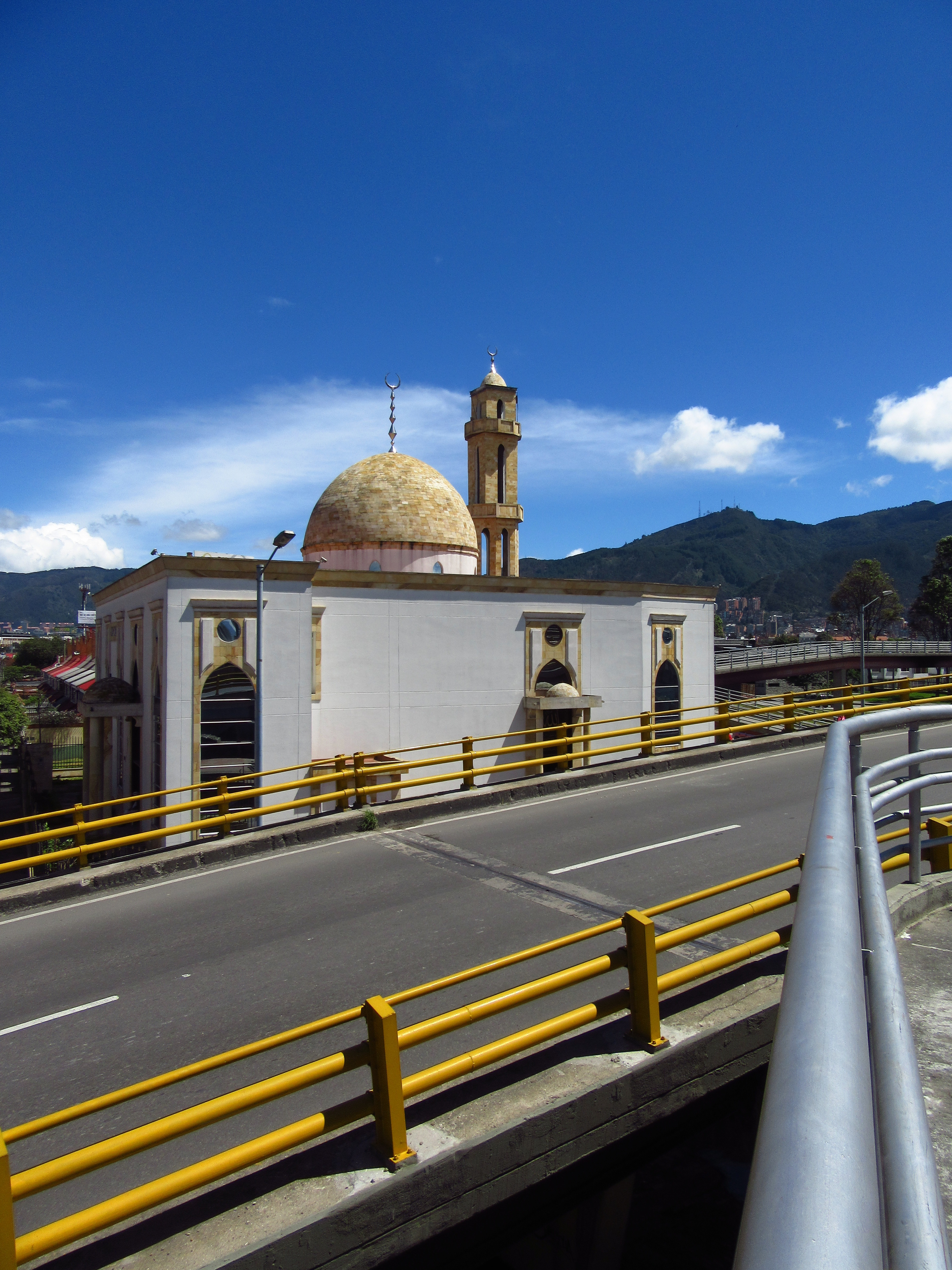
Мечеть Абу Бакра у місті Богота